# Туэ, Аксель
Аксель Туэ (19 февраля, 1863 — 7 марта, 1922) — норвежский математик, известный своими работами по комбинаторике и диофантовым уравнениям.
В 1906 году, в работах по комбинаторике, описал свойства битового потока: «10010110011010010110100110010110…», — позднее названного последовательностью Морса — Туэ. Доказал, что бесконечные бесквадратные слова существуют над любыми алфавитами, состоящими, по крайней мере, из трёх букв. Также, он доказал теорему, согласно которой уравнение f (x, y) = r (где f — неприводимый однородный многочлен степени не меньшей 3, а r — рациональное число) имеет не более чем конечное число целочисленных решений.
Единственным диссертантом Туэ был Туральф Скулем, защитившийся через 4 года после смерти научного руководителя — в 1926 году.